# Erycina crista-galli
Espèce
Synonymes
- Oncidium crista-galli Rchb.f.[1]
- Psygmorchis crista-galli (Rchb.f.) Dodson[2]
- Stacyella crista-galli (Rchb.f.) Szlach[3].
- Oncidium iridifolium Lindl[4].
- Oncidium decipiens Lindl[5].

Erycina crista-galli est une espèce de plantes à fleurs de la famille des Orchidaceae (les orchidées), de la sous-famille des Epidendroideae, de la tribu des Cymbidieae et de la sous-tribu des Oncidiinae.
L'espèce est trouvée du Mexique, en Amérique Centrale et jusqu'en Amérique du Sud.

## Publication originale
- Williams N.H. & Chase M.W., 2001. Lindleyana 16(2): 136.

## Liens
- Ressources relatives au vivant :   - Global Biodiversity Information Facility
  - iNaturalist
  - International Plant Names Index
  - The Plant List
  - Plants of the World Online
  - Species+
  - Tropicos
  - World Checklist of Selected Plant Families